# Raoul Monmarson
Raoul Monmarson (Saint-Maur-des-Fossés, 19 octobre 1895 - La Colle-sur-Loup, 15 août 1976) est un écrivain français, connu pour ses ouvrages sur l'Afrique. Il a été un collaborateur du quotidien La Petite Gironde. Il a reçu la Francisque.

## Distinctions
- Ordre de la Francisque

## Œuvres
- Iroko, Samba et Cie, Baudinière, 1930
- Sortir du gouffre. Idées pour un programme, Société d'Editions Extérieures et Coloniales, Francex, 1940 (paru en août 1940, juste avant la fermeture de son entreprise, ce livre vaudra en janvier 1946 à son auteur éditeur une interdiction d'éditer)
- Le messie sans apôtres volume 1-Les prémices de la révolution, Société d'Editions Extérieures et Coloniales, 1944
- Chez les clients de la Mer Rouge, Francex, Collection "Les yeux du monde", 1948
- Le Brasier, éditions France, 1952
- L'Afrique noire et son destin, Présence de l'Empire, 1954
- L'Équateur français, Baudinière, 1955

- L'Afrique franco-africaine, Société d'Editions Extérieures et Coloniale, 1956